# Thomas Deputter
Thomas Deputter (Middelkerke, 27 augustus 1896 - Koksijde, 8 mei 1972) was een 20ste-eeuwse kunstschilder van stillevens, stadsgezichten en landschappen.

## Familiekundige gegevens
Hij was een zoon van dagloner Benjamin Deputter (1864-1943) en dienstmeid Sofie Vanhove (Lombardsijde 1868-1940). Deputter had zes broers en zussen, Philibert (1898-1968), Richard (1900-1990), Marinus (1902- ?), Madeleine (1905- ?), Henri (1909-1984) en Germaine. Hij trouwde op 21 mei 1921 met Bertha Clarysse (1900-1970). Zij bleven kinderloos.
Zijn voorouders kwamen in de late 18de eeuw vanuit Keiem naar Middelkerke en werkten als hoveniers. Deputter woonde, net als zijn voorouders, zijn hele leven langs de Duinenweg in Middelkerke.

## Levensloop
Tijdens de Eerste Wereldoorlog was hij drie jaar vuurkruiser aan het front. Hij maakte naar aanleiding hiervan twee houtskooltekeningen naar een foto van een ruïne, genomen na de slag bij Ramskapelle in 1914.
Deputter werd beroepshalve aannemer van allerhande schilderwerken met als specialiteit letters schilderen. Hij schilderde onder meer de emblemen en letters op de Shell tankstations.  
In zijn vrije tijd was hij kunstschilder. Hij genoot daartoe een beperkte vorming. Rond het einde van de jaren dertig kreeg Deputter zijn eerste tekenlessen van fotograaf-schilder Emiel Ollevier (1878-1954), leraar aan de tekenschool van Nieuwpoort. Aan die tekenschool werden zij vrienden. Een medestudent van Deputter was kunstenaar Robert Borret (°Nieuwpoort, 1924-2008). Hij studeerde ook aan de academies van Oostende en Brugge, maar kon er niet aarden en verliet de academies voortijdig.  
In Brugge sloot hij zich in 1947  aan bij de kunstenaarskring ‘Kring 46’ (1946-1953). In september van dat jaar organiseerde Deputter zijn eerste tentoonstelling in de toen nieuwe galerij Novana in Brugge, die speciaal voor de kunstkring geopend was.
De sfeer van de kustgemeente Middelkerke beïnvloedde zijn hele kunstenaarsbestaan. Getuigen daarvan zijn de marines en duinlandschappen die hij schilderde. In een atelier achter zijn huis maakte hij verschillende schilderijen. Daarnaast reisde hij in zijn vrije tijd met zijn bestelwagen het land door op zoek naar onderwerpen. Hij ging vaak naar de Ardennen, Zuidwest-Vlaanderen of Noord-Frankrijk. Hij vertoefde graag in Bretagne en Normandië, waar hij rotskusten en dorpjes ter plaatse vereeuwigde.
In 1971 nam hij deel aan een “Maritiem Groepssalon” in de Galerie Forum in Oostende. Andere deelnemers waren Anto Diez, August Michiels, Marc Plettinck, Gustaaf Sorel en Robert Vanheste.
Op 8 mei 1972 was hij een klus aan ‘t opknappen bij een klant in Koksijde. Na het middagmaal, dat hij zoals gewoonlijk in zijn bestelwagen nam, kwam hij niet meer opdagen. Hij werd dood gevonden achter het stuur.

## Verzamelingen
Gemeente Middelkerke